# Karl Schlechta (Fußballspieler)
Karl Schlechta (* 28. Jänner 1922; † 5. September 2016) war ein österreichischer Fußballspieler und -trainer.

## Karriere
Fußball zu spielen begann Schlechta bei Hakoah Wien. Danach war er beim Wacker Wien und anschließend beim Floridsdorfer AC aktiv. Bereits 1952 begann er als Trainer zu arbeiten, zuerst bei seinem Stammverein Wacker Wien, wo er Nachwuchsmannschaften und später auch die Kampfmannschaft betreute. 1957 kam er zu FK Austria Wien als Nachwuchsbetreuer; ab 1960 wurde er Betreuer der Kampfmannschaft. Mit Austria erreichte er 1960 einen Cupsieg und 1961 und 1962 die Meisterschaft.
Weitere Trainerstationen waren LASK Linz, Wiener AC und Red Star. In der Saison 1970/71 wurde er mit dem SV Austria Salzburg Vizemeister. 1972 bis 1977 war er Trainer des SK Sturm Graz, mit dem er das Viertelfinale im Europapokal der Pokalsieger erreichte. Nach zwei Jahren bei Rapid Wien beendete er seine Trainerkarriere beim Wiener Sport-Club.
Karl Schlechta war immer ein Förderer des Nachwuchses. So schafften in seiner Zeit als Trainer von Sturm Graz Heribert Weber, Gernot Jurtin, Andy Pichler und Manfred Steiner den Sprung in die Nationalmannschaft. Er wurde am Südwestfriedhof bestattet.